# 德尔芬·哈那尼拉

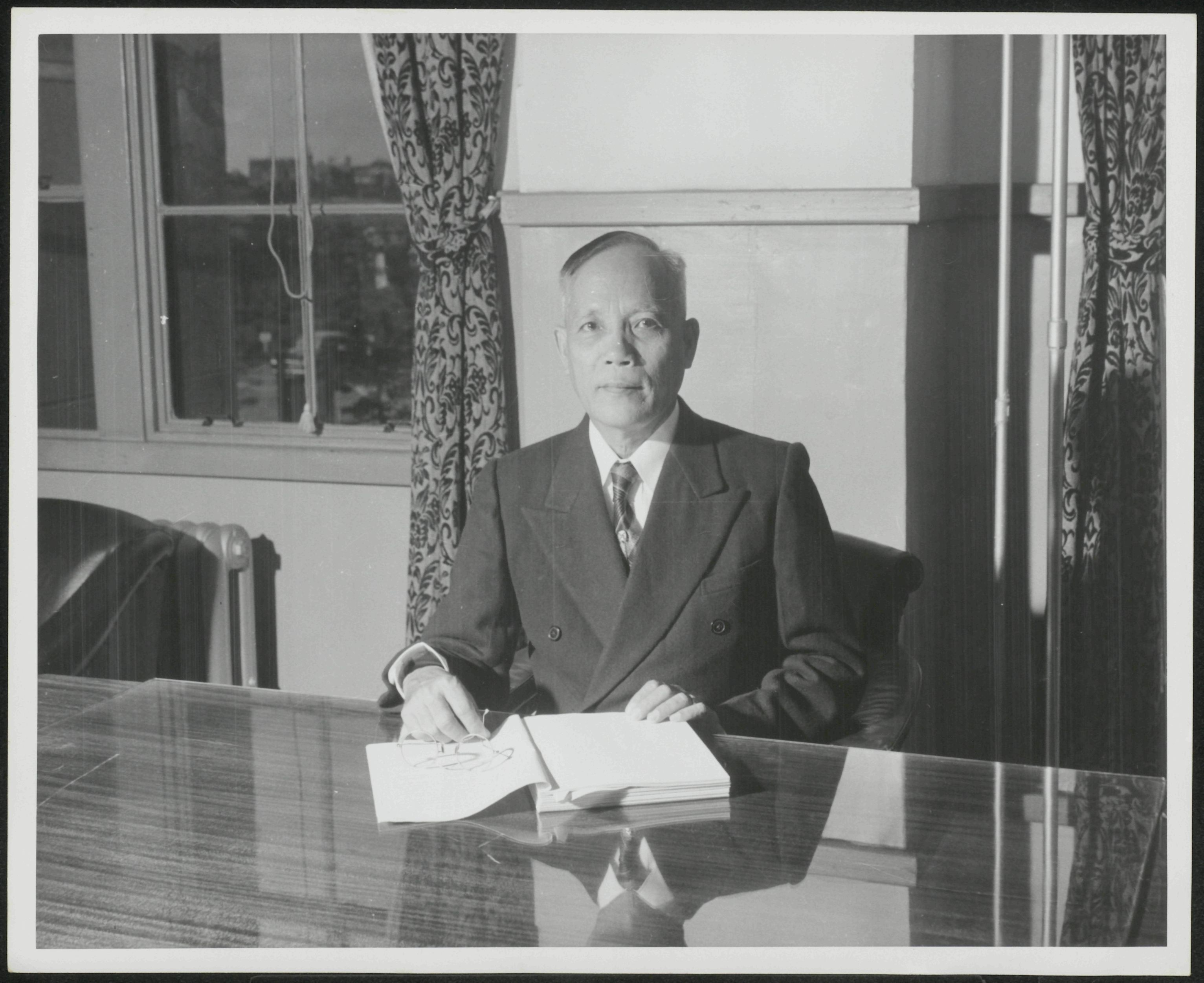
德尔芬·哈那尼拉

德尔芬·耶布西翁·哈那尼拉（英語：Delfin Jebucion Jaranilla，1883年12月24日—1980年6月4日），是菲律宾的法官，是远东国际军事法庭的审判法官之一。

## 生平
1883年，出生于伊罗依洛省阿帕茨镇。
1907年，毕业于乔治城大学法科。
1925年，任菲律宾总检察官。
1932年，任菲律宾最高法院法官。
1940年，任菲律宾军法总监。
1945年，任临时政府司法部部长，6月任菲律宾最高法院法官。
1946年，参与东京审判。
1980年，去世。